# Bracon canadensis
Bracon canadensis är en stekelart som först beskrevs av William Harris Ashmead 1891.  Bracon canadensis ingår i släktet Bracon och familjen bracksteklar. Inga underarter finns listade.